# Salvatore Joseph Cordileone
Salvatore Joseph Cordileone (San Diego, 5 de junho de 1956) é um bispo católico estadunidense, atual Arcebispo de San Francisco.
Cordilone é presidente do Subcomitê para Defesa do Matrimônio da Conferência dos Bispos Católicos dos Estados Unidos. Com sua atuação na área, Cordilone têm sido alvo de críticas devido sua oposição pública ao casamento entre pessoas do mesmo sexo e à adoção homoparental. É também considerado por muitos como um teólogo conservador, sendo notório por sua defesa do uso do Missal Romano de 1962.

## Biografia
Salvatore Cordileone nasceu em San Diego, Califórnia e estudou no Crawford High School de 1971 a 1974. Estudou durante um ano na Universidade Estadual de San Diego, antes de ingressar à Universidade de San Diego, onde graduou-se em Filosofia em 1978. Cordilone completou seus estudos em Roma na Pontifícia Universidade Gregoriana, obtendo bacharelato em Teologia em 1981.
De volta ao Estados Unidos, Cordilone foi ordenado ao presbitério pelo bispo Leo Thomas Maher em 9 de julho de 1982. Foi cura na paróquia de Saint Martin de Tours, em La Mesa até 1985, quando retornou aos estudos e obteve o doutorado em Lei canônica em 1989. Antes de seu retorno à Diocese de San Diego, serviu como secretário do bispo Robert Brom, entre outros cargos.
No verão de 1995, retornou à Roma para assistir no Supremo Tribunal da Assinatura Apostólica, o mais alto órgão judicial vaticano, depois do Papa. Em 1999, foi elevado à Capelão de Sua Santidade.

## Episcopado

### Arcebispo de San Francisco
Em 27 de julho de 2012, o Papa Bento XVI nomeou Salvatore Cordilone como Arcebispo de San Francisco. A nomeação de Cordilone e a aceitação da renúncia de seu antecessor, George Niederauer, foram anunciadas no mesmo dia na cidade de Washington, D.C. pelo Arcebispo Carlo Maria Viganò, o Núncio apostólico aos Estados Unidos. Cordilone foi empossado em 4 de outubro de 2012, o dia de São Francisco de Assis, padroeiro da arquidiocese.

## Ativismo político
Cordilone figura entre os dezessete bispos norte-americanos signatários da "Declaração de Manhattan", um documento registrando sua oposição a casamento entre pessoas do mesmo sexo, aborto e suicídio assistido.
Um crítico e opositor do casamento entre pessoas do mesmo sexo, Cordilone apoiou na aprovação da emenda constitucional californiana que define casamento como sendo "entre homem e mulher". O arcebispo afirmou, então, que "somente um ideal de casamento" poderia permanecer. Em entrevista ao USA Today, em março de 2013, afirmou que a aprovação da adoção homoparental seria prejudicial às crianças.
Cordilone atuou destacadamente na "Marcha pelo Casamento" em Washington, D.C. em junho de 2014. A imprensa católica conservadora descreveu o evento como uma marcha pelo casamento tradicional, enquanto os críticos definiram como uma manifestação contra o casamento do mesmo sexo; Cordilone, por sua vez, negou que o evento fosse contra um grupo em específico.

## Brasão de armas
O brasão de armas escolhido por Cordilone possui duas seções. A seção superior faz alusão à seu sobrenome italiano (Cor di leone ou coração de leão) e exibe um leão rampante segurando um coração vermelho. A seção inferior exibe um siri vermelho, em referência ao ofício da família Cordilone na Califórnia e ao papel dos bispos como "pescadores de homens" (Lucas 5:10). O siri também é uma referência à constelação de Cancer, associada ao mês de julho. O lema, IN VERBO TUO, significando SOB TUA PALAVRA, parafraseia a resposta de Pedro à ordem de Jesus em Lucas 5:4-5.